# Triphosa antarctica
Triphosa antarctica là một loài bướm đêm trong họ Geometridae.